# Edison's Children
Edison's Children is een Brits/Amerikaanse muziekgroep rondom het duo Pete Trewavas en Eric Blackwood. 
Trewavas was tijdens de oprichting nog lid van Marillion en Transatlantic. In de hoedanigheid van Marillionlid maakte Trewavas in 2005 kennis met Blackwood. Blackwood verzorgde tijdens een Amerikaans Marillionconcert de soundcheck omdat Marilliongitarist Steve Rothery even iets anders te doen had. Door de drukke werkzaamheden van beide heren verscheen pas in 2012 hun eerste album.
De twee leden schakelden al naargelang hun wensen collegae in bij de opnamen van hun werk en ook bij optredens. Zo speelden medemusici uit Marillion al een keer mee, net als musici uit DeeExpus, uit de begeleidingsband van Fish en uit Ilúvatar.
De band kwam in 2012 met hun eerste album getiteld In last waking moments. De daarvan afkomstige single A million miles away werd frequent gedraaid op de Amerikaanse radio. Een notering in de single- en albumlijsten was nog niet voor hun weggelegd.

## Discografie

### Albums
- 2012: In the last waking moments
  - 2012: A million miles away (single/ep van het album)
  - 2013: In the last waking moments (single/ep van het album)
- 2013: The final breath before november
- 2015: Somewhere between here and there (met onder andere Rick Armstrong, zoon van Neil Armstrong)
- 2019: The disturbance fields (met Lisa Wetton en Rick Armstrong)